# Асбестовидный лишай
Асбестовидный лишай (лат. tinea amiantacea) — дерматоз, характеризующийся образованием плотных, толстых участков шелушения серебристого или желтого цвета, напоминающих асбест.
Впервые заболевание было описано в 1832г. французским дерматологом Жаном Алибером.

## Эпидемиология
Асбестовидный лишай может встречаться у людей любого возраста. Чаще страдают подростки и дети. Девочки болеют чаще, чем мальчики. Расовая или этническая принадлежность к развитию заболевания не прослеживается.

## Этиология и патогенез
Этиология и патогенез в настоящее время достаточно не изучены. Огромное количество авторов считают, что асбестовидный лишай является особой формой следующих заболеваний: себорейный дерматит, псориаз, красный плоский лишай, атопический дерматит, болезнь Дарье-Уайта, стригущий лишай головы. В последнее время в литературе активно обсуждается роль бактериальных инфекций в развитии асбестовидного лишая.

## Клиническая картина
Клиническая картина асбестовидного лишая однообразна. Характеризуется появлением шелушащихся, сухих высыпаний белого или серебристого цвета. Высыпания напоминают асбест, чешуйки тесно прилежат к коже, окутывая корни волос. При длительном течении возникает поредение волос. Локализируются высыпания на теменной области. При присоединении вторичной инфекции, происходит выделение гнойного экссудата из под шелушащихся корок.

## Дифференциальная диагностика
Дифференциальную диагностику проводят со следующими заболеваниями:
- псориаз;
- атопический дерматит;
- себорейный дерматит;
- микозы волосистой части головы;
- педикулез[2].

## Диагностика
Диагноз ставится на основании клинической картины. При сомнениях производят гистологическое или культуральное исследование.

## Лечение
Основой лечения является устранение основного заболевания. Применяют  иммунносупрессанты (местные и системные глюкокортикостероиды) и кератолитиков. При присоединении вторичной инфекции, к вышеуказанным препаратам добавляют антибактериальную терапию.